# Aeroporto Internacional de Antuérpia
O Aeroporto Internacional de Antuérpia (em neerlandês: Internationale Luchthaven Antwerpen) (IATA: ANR, ICAO: EBAW) é um aeroporto internacional da cidade de Antuérpia, em Flandres, na Bélgica.